# Эзендериан
Эзендериа́н (перс. ازندريان‎) — небольшой город на западе Ирана, в провинции Хамадан. Входит в состав шахрестана  Малайер.
На 2006 год население составляло 8 685 человек.

## География
Город находится в южной части Хамадана, в горной местности, на высоте 1 763 метров над уровнем моря.
Эзендериан расположен на расстоянии приблизительно 35 километров к юго-востоку от Хамадана, административного центра провинции и на расстоянии 265 километров к юго-западу от Тегерана, столицы страны.